# Willi Moser
Willi Moser (2 de noviembre de 1887 - 18 de octubre de 1946) fue un general alemán durante la II Guerra Mundial que comandó el LXXI Cuerpo de Ejército. Fue condecorado con la Cruz de Caballero de la Cruz de Hierro de la Alemania Nazi. Moser fue hecho prisionero por tropas soviéticas en 1945 y murió en cautividad en la Unión Soviética el 18 de octubre de 1946.

## Condecoraciones
- Cruz de Caballero de la Cruz de Hierro el 26 de octubre de 1941 como Generalleutnant y comandante de la 299. Infanterie-Division[1]